# Рубежанський Валерій Іванович
Рубежанський Валерій Іванович (* ? — 1995) — оперуповноважений — черговий Київського районного відділу Донецького міського управління УМВС України в Донецькій області, капітан міліції.

## Подвиг
У 1995 році, перебуваючи на лікуванні у міській лікарні № 21, спробував зупинити озброєних злочинців, що намагалися силою забрати із собою хірурга для надання допомоги пораненому бандиту. Був смертельно поранений.
18 грудня 1995 року за особисту мужність і героїзм, виявлені під час затримання озброєних злочинців, самовіддане служіння справі посмертно нагороджений найвищою на той час нагородою України за мужність — відзнакою Президента України — зіркою «За мужність».